# Crinopseudoa
Crinopseudoa es un género de arañas araneomorfas de la familia Corinnidae. Se encuentra en Guinea y Liberia.

## Lista de especies
Según The World Spider Catalog 12.0:
- Crinopseudoa billeni Jocqué & Bosselaers, 2011
- Crinopseudoa bong Jocqué & Bosselaers, 2011
- Crinopseudoa bongella Jocqué & Bosselaers, 2011
- Crinopseudoa caligula Jocqué & Bosselaers, 2011
- Crinopseudoa catharinae Jocqué & Bosselaers, 2011
- Crinopseudoa ephialtes Jocqué & Bosselaers, 2011
- Crinopseudoa flomoi Jocqué & Bosselaers, 2011
- Crinopseudoa leiothorax Jocqué & Bosselaers, 2011
- Crinopseudoa otus Jocqué & Bosselaers, 2011
- Crinopseudoa paucigranulata Jocqué & Bosselaers, 2011
- Crinopseudoa titan Jocqué & Bosselaers, 2011